# Antonín Rükl
Antonín Rükl (22. září 1932, Čáslav – 11./12. července 2016, Praha) byl český popularizátor astronomie a selenograf. Byl znám zejména díky svým kvalitně zpracovaným atlasům astronomie. Ilustroval většinu svých knih, včetně vysoce hodnoceného atlasu Měsíce. Pro své ilustrace využíval snímky z kosmických sond.
Astronomii se věnoval od svých 17 let. Od února 1960 pracoval v Planetáriu Praha. Byl to známý popularizátor astronomie a autor několika pořadů. Po Antonínu Rüklovi je také pojmenovaná planetka 15395 Rükl.

## Dílo
- Obrazy z hlubin vesmíru, 1988, obrazový atlas.
- Atlas Měsíce – Aventinum, 1991, ISBN 80-85277-10-7[4] (druhé české vydání: Aventinum, 2012, ISBN 978-80-7151-269-1). Atlas podrobně mapuje přivrácenou stranu Měsíce (méně se věnuje odvrácené straně) a obsahuje katalogový popis více než 1000 měsíčních útvarů.
- Minimum o hvězdách – Olympia, 1997, ISBN 80-7033-477-0.
- Souhvězdí – Aventinum, 2002, ISBN 80-7151-200-1.
- Pohledy do vesmíru – Aventinum, 2003, ISBN 80-903284-1-5.
- Měsíc dalekohledem – Aventinum, 2006, ISBN 80-86858-17-0.

## Ocenění
- 2004 – Cena Littera astronomica[5]
- 2004 – Cena Bruno H. Bürgela – ocenění je udělováno německou astronomickou společností Astronomische Gesellschaft za popularizaci astronomie v německém jazyce. Ing. Rüklovi byla udělena za díla přeložená do německého jazyka, stal se zároveň prvním nositelem této ceny, který byl „ne-německým“ autorem.[1]
- 2012 – Cena Františka Nušla, nejvyšší ocenění České astronomické společnosti[6]